# 埃及天文学

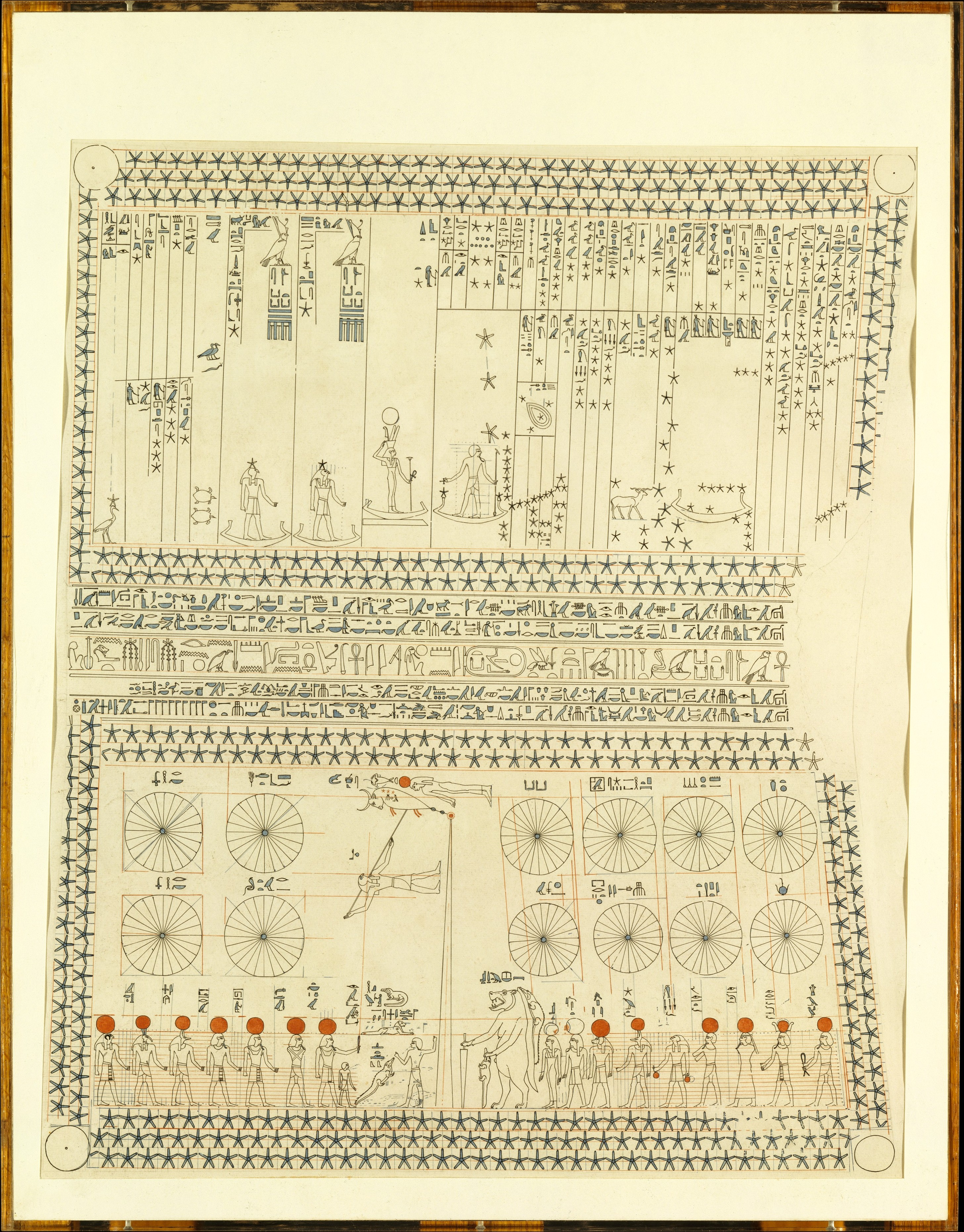
塞南穆特墓的天文天花板來自塞南穆特墓（第十八王朝，西元前1479-1458年），發現於上埃及的古城底比斯；復製保存在大都會藝術博物館。

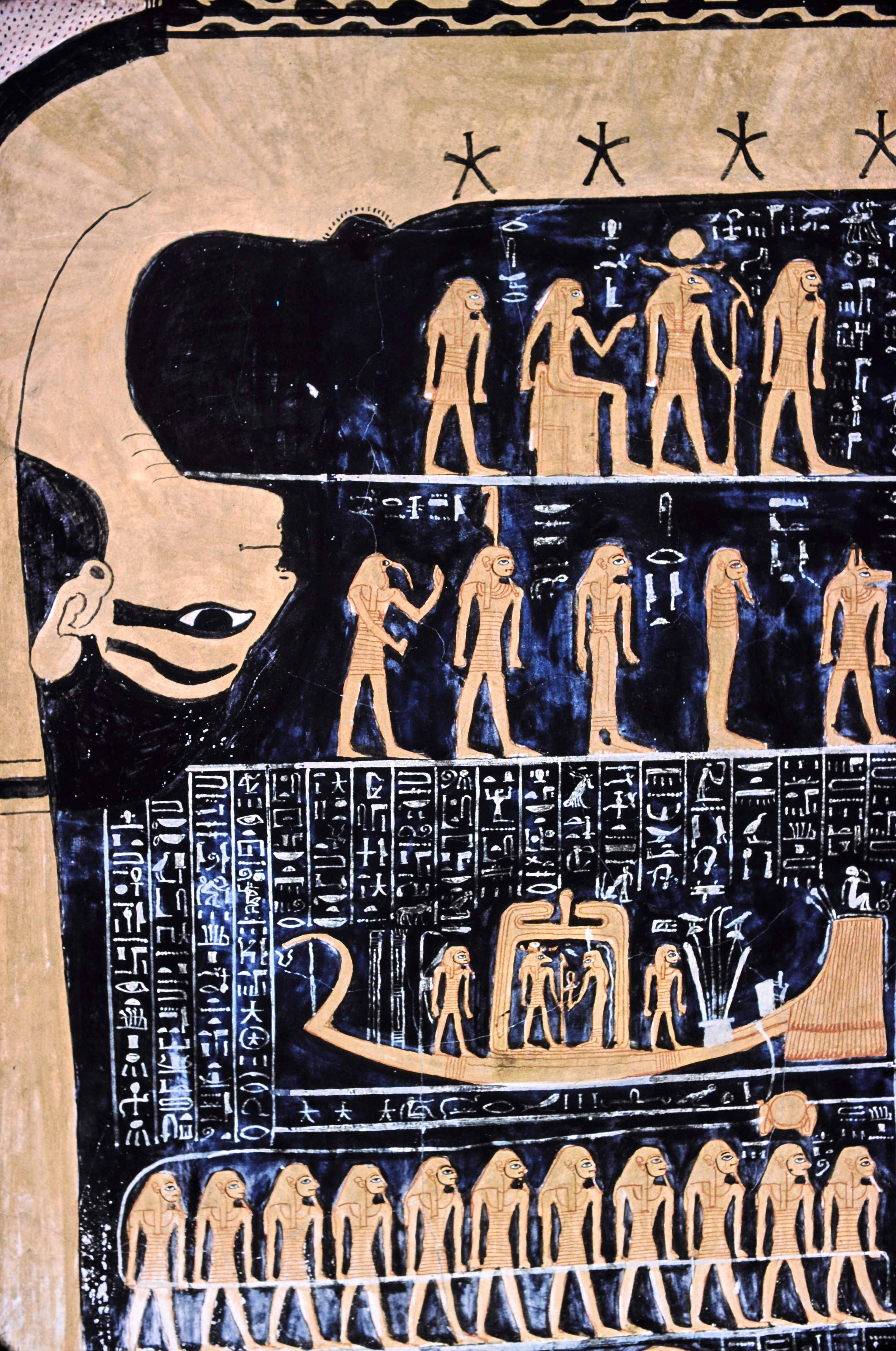
拉美西斯六世墓中星圖上代表星星和星座的天空之神努特和人物。

埃及天文學始於史前時代，即前王朝時期。在西元前5千年，納巴塔沙漠盆地的石圈可能利用了天文的排列。到西元前3千年歷史王朝時期開始時，古埃及曆法已經開始使用365天為一年，恆星的觀測對於確定尼羅河的年度洪水非常重要。
埃及金字塔被仔細地對準北極星，卡納克的阿蒙-瑞神廟對齊在仲冬升起的太陽。天文學在確定宗教節日的日期和確定夜晚的時間方面發揮了相當大的作用，寺廟的占星家特別擅長觀察恆星與太陽、月球和行星的合相和升起，以及觀察月相。
在托勒密埃及，埃及傳統與希臘天文學和巴比倫天文學融合，下埃及的亞歷山大城成為希臘化時代的科學活動中心。羅馬埃及產生了那個時代最偉大的天文學家托勒密（西元90-168年）。他的天文學著作，包括《天文學大成》，成為西方天文學史上最具影響力的書籍。在阿拉伯征服埃及之後，該地區成為由伊斯蘭天文學和阿拉伯文化主導。
天文學家伊本·尤努斯（約950-1009年）使用大型星盤觀測太陽的位置多年，幾個世紀後他對日食的觀測資料仍在使用。1006年，阿里·伊本·里德旺觀測到SN 1006，這是一顆超新星，被認為是有記錄的歷史中最明亮的恆星事件，並留下了非常詳細的描述。14世紀，馬姆·丁·米斯里寫了一篇論文，描述了100多種不同類型的科學和天文儀器，其中許多是他自己發明的。

## 古埃及

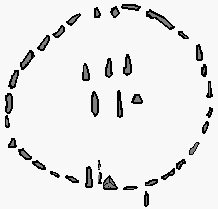
埃及納布塔的石圈平面圖。

埃及天文學可以追溯到史前時代。在西元前50世紀的上埃及的納巴塔沙漠盆地出現石圈，表明了天文學對古埃及宗教生活的重要性，即使在史前時期也是如此。 黎明時星星的首次可見或偕日升出現，意味著一年一度的尼羅河泛濫，對於確定這種情況何時可能發生具有特別的意義。埃及曆法的365天週期在埃及歷史開始時就已經使用了。埃及人使用的星座系統似乎基本上也是土生土長的。考古證據表明，撒哈拉以南非洲文化中的分形幾何設計與埃及宇宙符號有關。
埃及金字塔的精確方向是西元前30世紀所獲得的高度科技技能的持久證明。有研究表明，金字塔朝向極星排列，由於春分點進動，當時是天龍座中的一顆暗淡恒星：右樞（天龍座α）。對卡納克的阿蒙神廟遺址的評估，考慮到黃道傾角隨時間的變化，表明大神廟與仲冬升起的太陽對齊。陽光穿過的走廊長度在一年中的其它時候只會受到有限的照明。
天文學在確定節日日期和確定夜晚時間的宗教事務中發揮了相當大的作用。保存的幾本寺廟書籍的標題，記錄了太陽、月球和星星的運動和相位。洪水開始時，天狼星（埃及：索普德特）的升起是年曆中一個特別重要的點。 埃及最重要的天文文獻之一是《努特之書》，可以追溯到中王國或更早。
對古埃及人來說，國王的死與星星有著密切的聯系。他們相信，一旦國王去世，他們的靈魂就會升入天堂，成為一顆星星。金字塔文字描述了國王升天並成為過去國王的無敵之星中的晨星。

### 第一中間期
從第九王朝開始，古埃及人生產了「對角線星桌」，通常塗在木制棺蓋的內表面。這種做法一直持續到第十二王朝。這些「對角線星桌」或星圖也被稱為「對角線星鐘」。在過去，它們也被稱為「星曆」或「旬星鐘」。這些以埃及神靈、旬星和恆星觀測為特色的星圖也出現在墳墓和寺廟的天花板上。

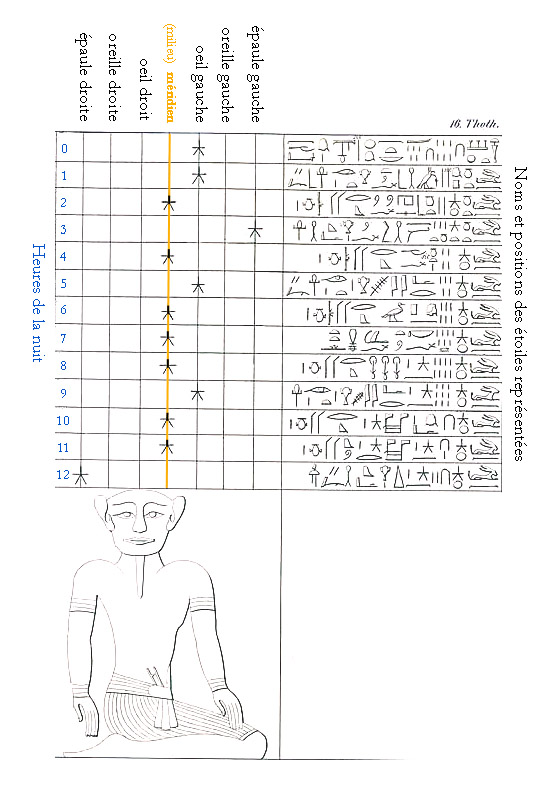
拉美西斯六世的墓展示的「星鐘」使用法。

從拉美西斯六世和拉美西斯九世陵墓天花板上的星表上可以看出，為了確定夜晚的時間，一個坐在地上的人面對占星家的姿勢似乎是，他觀察極星的視線越過了他的頭頂。在一年中的不同日子裏，每一小時都由一顆恆星或幾乎在恆星達到頂點來確定，這些恆星在當時的位置在表格中給出，如中心、左眼、右肩等。根據文獻記載，在建造或重建寺廟時，北軸是由同一儀器確定的，我們可以得出結論，這是天文觀測的常用儀器。如果使用得宜，它可能會給出高度準確的結果。
马克罗比乌斯（約西元395-423年）將行星理論歸因於古埃及人，在該理論中，地球圍繞其軸線自轉，內行星水星和金星圍繞圍繞太陽旋轉，進而圍繞地球旋轉。他稱之為「埃及體系」，並表示「它並沒有脫離埃及人的技能，儘管沒有其它證據表明它在古埃及是已知的。（p.  512）

### 希臘-羅馬埃及

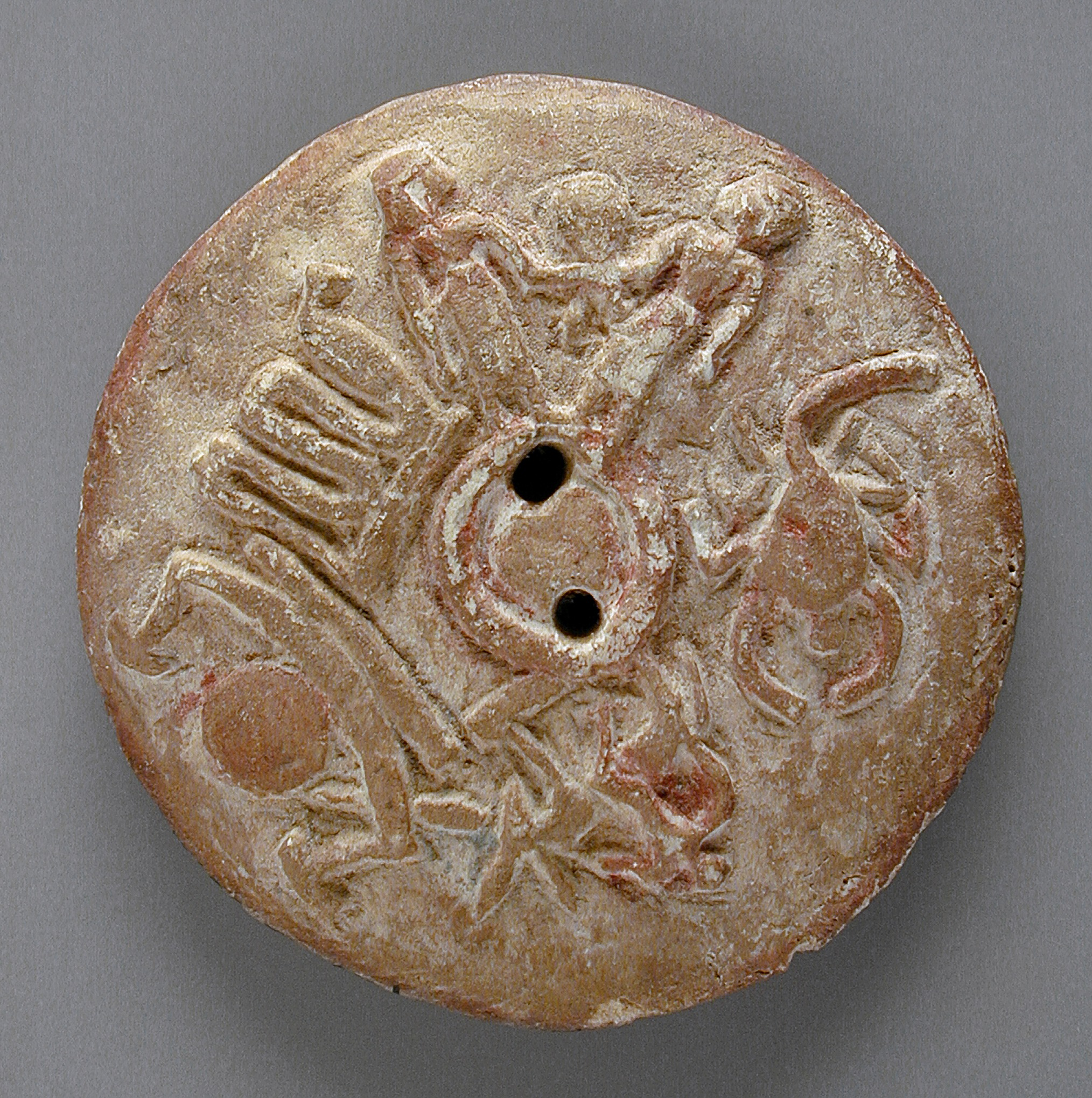
洛杉磯縣藝術博物館收藏的一個埃及托勒密王朝的陶土圓盤。

亞歷山大的克萊曼特在羅馬時代的著作中，對天文觀測在神聖儀式中的重要性給出了一些想法：
在辛格推展占星家（ὡροσκόπος）之後，他手裡拿著一個計時儀，還有一個「帕姆」（φοίνιξ），這是占星術的象徵。他必須熟記占星書籍，共有四本。其中之一是關於可見恆星的排列；一個關於太陽、月亮和五顆行星的位置；一個關於太陽和月亮的合相和相位；一個是關於他們的崛起。
占星家的儀器（「計時儀」和「帕姆」）是一種鉛垂線和觀測儀器。已確認它們與柏林埃及博物館|柏林博物館中的兩件銘文物品有關；一個掛著鉛垂線的短柄，還有一根在較寬一端有一個觀察縫的「帕姆」（棕櫚枝？）。在古埃及語言中，它們分別被稱為「梅凱」和「貝（bay）」。「帕姆」枝靠近眼睛，鉛垂線在另一隻手上，也許有一手臂距離的長度

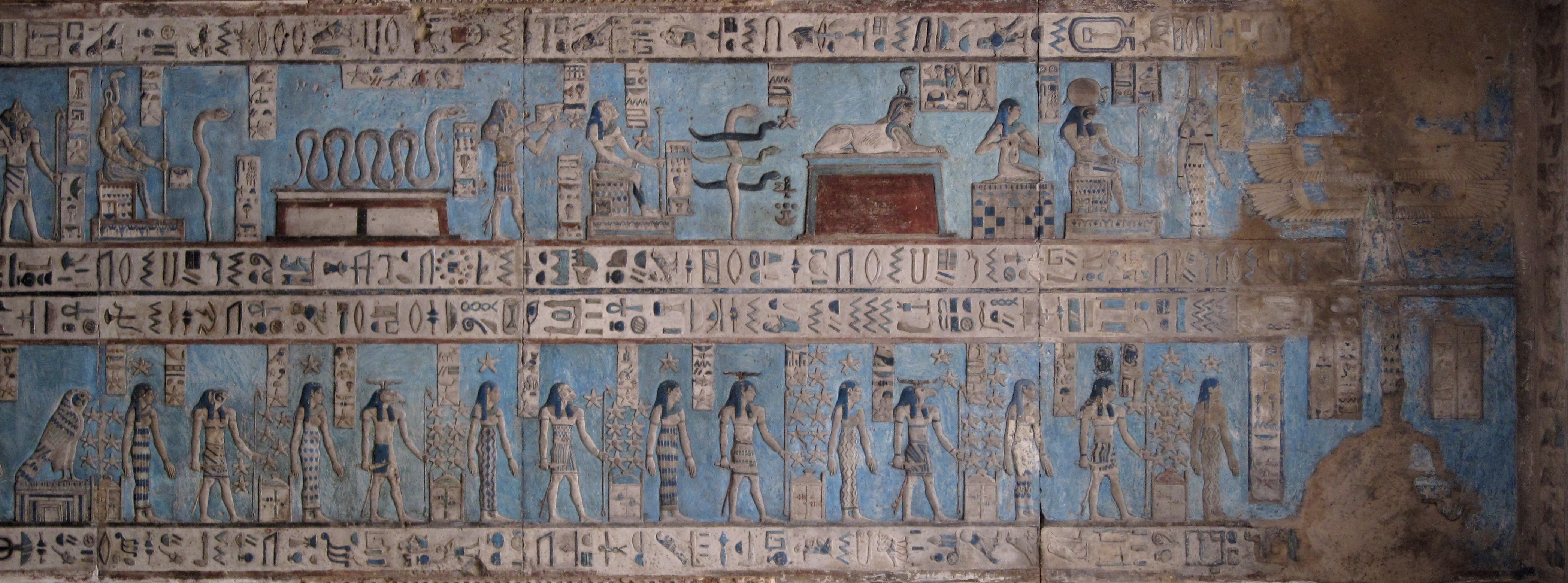
埃及丹德拉神廟建築群的天文天花板浮雕。

隨著亞歷山大大帝的征服和托勒密王國的建立，埃及本土的傳統天文學與希臘天文學和巴比倫天文學融合在一起。下埃及的亞歷山大城成為整個希臘文明科學活動的中心。這個時代最偉大的亞歷山大天文學家是希臘人埃拉托斯特尼（約西元前276-195年），他計算了地球的大小，提供了地球周長的估計。
在羅馬征服埃及之後，該地區再次成為整個羅馬帝國的科學活動中心。希臘化埃及，這個時代最偉大的天文學家是埃及的托勒密（西元90-168年）。 他來自上埃及的特拜德地區，曾在亞歷山大工作，撰寫了天文學著作，包括《天文學大成》、《行星假說》和《占星四書》，以及《漢底表》、《卡諾比銘文》和其他與天文學無關的著作。
托勒密的「《天文學大成》」（最初的標題是「數學語法」）是西方天文學史上最具影響力的著作之一。在這本書中，托勒密解釋了如何通過引入一種新的數學思想均衡點來預測行星的行為
一些古典時代晚期的數學家寫了關於「最偉大的數學家」的評論，包括亞歷山大的帕普斯以及亞歷山大的席恩他的女兒希帕提亞。托勒密天文學在中世紀西歐和伊斯蘭天文學成為標準，直到16世紀被馬拉蓋、日心說和第谷系統取代。

## 伊斯蘭埃及
在阿拉伯征服埃及之後，該地區逐漸被阿拉伯文化所主導。直到10世紀，它一直由哈里發國、奧瑪亞王朝和阿拔斯帝國統治，當時法提瑪王朝以埃及的開羅城為中心，建立了自己的哈里發國。該地區再次成為科學活動的中心，與巴格達爭奪中世紀伊斯蘭世界的知識主導地位。到13世紀，開羅市最終取代巴格達成為伊斯蘭世界的知識中心。
伊本·尤努斯（c. 950–1009）多年來使用直徑近1.4米的大型星盤觀測了10,000多個太陽位置條目。他對食的觀測在幾個世紀後仍被用於西蒙·紐康對月球運動的研究中，而他的其他觀測啟發了拉普拉斯的《黃道傾斜度》和《木星和土星的不等式》。在1006年，阿里·伊本·里德旺觀測到1006的超新星，被認為是有記錄的歷史上最亮的恆星事件，並留下了對這顆臨時恆星最詳細的描述。他說，這個物體是金星圓盤的兩到三倍，大約是月亮的四分之一，而且這顆恆星在南方地平線上很低。
星盤的象限儀是在11世紀或12世紀的埃及發明的，後來在歐洲被稱為「象限維特斯」（舊象限儀）（p.  333）。在14世紀埃及，納吉姆·阿爾丁·米斯里（c. 1325）寫了一篇論文，描述了超過100種不同類型的科學和天文儀器，其中許多是他自己發明的。

## 註解
1. ↑  克萊曼特所指的「赫爾墨斯」書籍是埃及神學文字，這可能與希臘主義的赫密士無關[14]。

## 進階讀物
- Clagett, Marshall. . Two: Calendars, Clocks, and Astronomy. American Philosophical Society. 2004. ISBN 0-87169-214-7.
- Franci, Massimiliano. . Firenze, IT: Edarc. 2010. ISBN 978-88-86428-94-1.
- Priskin, Gyula. . Égypte Nilotique et Méditerranéenne. 2019, 12: 137–180  [2024-08-12]. （原始内容存档于2020-02-05）.

## 外部連結
- 维基共享资源上的相關多媒體資源：埃及天文学
- Symons, S.L.; Cockcroft, R.; Bettencourt, J.; Koykka, C. . Physics Department (Online database). Hamilton, Ontario: McMaster University. 2013  [2024-08-12]. （原始内容存档于2015-06-19）.